# Чемпіонат Європи з легкої атлетики в приміщенні 1985
Чемпіонат Європи з легкої атлетики в приміщенні 1985 відбувся 2–3 березня в Піреї на «Арені миру та дружби».

## Призери

### Чоловіки
| Дисципліни            | Золото                            | Золото       | Срібло                     | Срібло  | Бронза                     | Бронза  |
| --------------------- | --------------------------------- | ------------ | -------------------------- | ------- | -------------------------- | ------- |
| 60 метрів             | Майкл Мак-Фарлейн Велика Британія | 6,61         | Антуан Рішар Франція       | 6,63    | Рональд Дерюель Бельгія    | 6,64    |
| 200 метрів            | Стефано Тіллі Італія              | 20,77 CR     | Олаф Пренцлер НДР          | 20,83   | Олександр Євгеньєв СРСР    | 20,95   |
| 400 метрів            | Тодд Беннетт Велика Британія      | 45,56 WIB CR | Клаус Юст ФРН              | 45,90   | Хосе Алонсо Іспанія        | 46,52   |
| 800 метрів            | Роб Гаррісон Велика Британія      | 1.49,09      | Петру Драгоеску Румунія    | 1.49,38 | Леонід Масунов СРСР        | 1.49,59 |
| 1500 метрів           | Хосе Луїс Гонсалес Іспанія        | 3.39,26      | Маркус О'Салліван Ірландія | 3.39,75 | Хосе Луїс Каррейра Іспанія | 3.40,43 |
| 3000 метрів           | Боб Вербек Бельгія                | 8.10,84      | Томас Вессінгхаге ФРН      | 8.10,88 | Віталій Тищенко СРСР       | 8.10,91 |
| 60 метрів з бар'єрами | Дьєрдь Бакош Угорщина             | 7,60         | Іржі Гудець Чехословаччина | 7,68    | В'ячеслав Устинов СРСР     | 7,70    |
| Стрибки у висоту      | Патрік Шеберг Швеція              | 2,35 CR      | Олександр Котович СРСР     | 2,30    | Даріуш Бичисько Польща     | 2,30    |
| Стрибки з жердиною    | Сергій Бубка СРСР                 | 5,70         | Олександр Крупський СРСР   | 5,70    | Атанас Тарєв Болгарія      | 5,60    |
| Стрибки у довжину     | Дьюла Палоці Угорщина             | 8,15         | Ласло Сальма Угорщина      | 8,15    | Сергій Лаєвський СРСР      | 8,14    |
| Потрійний стрибок     | Христо Марков Болгарія            | 17,29        | Ян Чадо Чехословаччина     | 17,23   | Фолькер Май НДР            | 17,14   |
| Штовхання ядра        | Ремігіус Махура Чехословаччина    | 21,74 CR     | Ульф Тіммерманн НДР        | 21,44   | Вернер Гюнтер Швейцарія    | 21,23   |

### Жінки
| Дисципліни            | Золото                            | Золото     | Срібло                     | Срібло  | Бронза                         | Бронза  |
| --------------------- | --------------------------------- | ---------- | -------------------------- | ------- | ------------------------------ | ------- |
| 60 метрів             | Неллі Коман Нідерланди            | 7,10       | Марліс Ґер НДР             | 7,13    | Гізер Оукс Велика Британія     | 7,22    |
| 200 метрів            | Маріта Кох НДР                    | 22,82      | Кірстен Еммельманн НДР     | 23,06   | Елс Вадер Нідерланди           | 23,64   |
| 400 метрів            | Сабіне Буш НДР                    | 51,35      | Дагмар Нойбауер НДР        | 51,40   | Алена Буліржова Чехословаччина | 52,54   |
| 800 метрів            | Елла Ковач Румунія                | 2.00,51    | Надія Олізаренко СРСР      | 2.00,90 | Крістяна Кожокару Румунія      | 2.01,01 |
| 1500 метрів           | Дойна Мелінте Румунія             | 4.02,54 CR | Фіца Ловін Румунія         | 4.03,46 | Брігітте Краус ФРН             | 4.03,64 |
| 3000 метрів           | Аньєзе Поссамаї Італія            | 8.55,25    | Ольга Бондаренко СРСР      | 8.58,03 | Івонн Маррей Велика Британія   | 9.00,94 |
| 60 метрів з бар'єрами | Корнелія Ошкенат НДР              | 7,90       | Гінка Загорчева Болгарія   | 8,02    | Анн Пікеро Франція             | 8,03    |
| Стрибки у висоту      | Стефка Костадинова Болгарія       | 1,97       | Зузанне Гельм НДР          | 1,94    | Данута Булковська Польща       | 1,90    |
| Стрибки у довжину     | Галина Чистякова СРСР             | 7,02 CR    | Єва Муркова Чехословаччина | 6,99    | Хайке Дрехслер НДР             | 6,97    |
| Штовхання ядра        | Гелена Фібінгерова Чехословаччина | 20,84      | Клаудія Лош ФРН            | 20,59   | Хайке Гартвіг НДР              | 19,93   |

## Медальний залік
| Місце                | Країна               | Золото | Срібло | Бронза | Загалом |
| -------------------- | -------------------- | ------ | ------ | ------ | ------- |
| 1                    | НДР                  | 4      | 6      | 3      | 13      |
| 2                    | Велика Британія      | 3      | 0      | 2      | 5       |
| 3                    | СРСР                 | 2      | 4      | 5      | 11      |
| 4                    | Чехословаччина       | 2      | 3      | 1      | 6       |
| 5                    | Румунія              | 2      | 2      | 1      | 5       |
| 6                    | Болгарія             | 2      | 1      | 1      | 4       |
| 7                    | Угорщина             | 2      | 1      | 0      | 3       |
| 8                    | Італія               | 2      | 0      | 0      | 2       |
| 9                    | Іспанія              | 1      | 0      | 2      | 3       |
| 10                   | Бельгія              | 1      | 0      | 1      | 2       |
| 10                   | Нідерланди           | 1      | 0      | 1      | 2       |
| 12                   | Швеція               | 1      | 0      | 0      | 1       |
| 13                   | ФРН                  | 0      | 3      | 1      | 4       |
| 14                   | Франція              | 0      | 1      | 1      | 2       |
| 15                   | Ірландія             | 0      | 1      | 0      | 1       |
| 16                   | Польща               | 0      | 0      | 2      | 2       |
| 17                   | Швейцарія            | 0      | 0      | 1      | 1       |
| Загалом (17 збірних) | Загалом (17 збірних) | 23     | 22     | 22     | 67      |

## Відео
- Відеозвіт (частина 1) на YouTube
- Відеозвіт (частина 2) на YouTube

## Виступ українців
| Чоловіки (7) | Чоловіки (7)      | Чоловіки (7) | Чоловіки (7)         |
| Місце        | Атлет             | Дисципліна   | Результат            |
| ------------ | ----------------- | ------------ | -------------------- |
| 1            | Сергій Бубка      | жердина      | 5,70                 |
| 2            | Олександр Котович | висота       | 2,30                 |
| 3            | Леонід Масунов    | 800 м        | 1.49,59 (1.47,52)[a] |
| 3            | Віталій Тищенко   | 3000 м       | 8.10,91 (7.58,16)    |
| 3            | Сергій Лаєвський  | довжина      | 8,14                 |
|              | Василь Бубка      | жердина      | 5,60                 |
|              | Геннадій Авдєєнко | висота       | 2,24                 |

| Жінки (2) | Жінки (2)        | Жінки (2)  | Жінки (2)   |
| Місце     | Атлетка          | Дисципліна | Результат   |
| --------- | ---------------- | ---------- | ----------- |
| 2         | Надія Олізаренко | 800 м      | 2.00,90     |
|           | Надія Коршунова  | 60 м з/б   | 8,11 (8,02) |

a  Тут і надалі у дужках вказаний більш високий результат, що був показаний на попередній стадії змагань (у забігу чи кваліфікації).